# Аксельсон, Стен-Оке
Стен-Оке Аксельсон (швед. Sten-Åke Axelson; 13 июня 1906, Мальмё — 15 марта 1988) — шведский дирижёр. Муж актрисы и певицы Рут Моберг.
Учился композиции в 1923—1924 гг. в Берлине у Ф. Э. Коха, затем в 1924—1925 гг. в Париже и в 1928—1932 гг. в Амстердамской консерватории. Вернувшись в Швецию, в 1933 г. поступил репетитором в Королевскую оперу, годом позже начал дирижировать спектаклями и в 1939 г. получил должность штатного дирижёра, которую занимал до 1947 года. В 1948—1961 гг. возглавлял Симфонический оркестр Мальмё и городской оперный театр; осуществил премьеру Четвёртой симфонии Фартейна Валена (1957), известна также частично записанная постановка «Богемы» Джакомо Пуччини с участием Юсси Бьёрлинга. Затем в 1962—1969 гг. главный дирижёр Хельсингборгского симфонического оркестра и одновременно в 1962—1971 гг. музыкальный директор Лундского университета. Выступал также с другими оркестрами Швеции, Дании и Норвегии.